# Цыганенко, Валерий Владимирович
Валерий Владимирович Цыганенко (бел. Валерый Уладзіміравіч Цыганенка; род. 21 июля 1981, Минск) — белорусский футболист, главный тренер дублирующего состава «Ислочи».

## Карьера футболиста
Воспитанник минских футбольных школ «Трактор», «Атака» и «Олимпия». В 2002 году вслед за тренером Борисом Лазарчиком перебрался в слонимский «Коммунальник». В 2004 году выступал за «ЗЛиН», по окончании сезона получил предложение перейти в «Ведрич-97», который вышел в Высшую лигу. Однако из-за нехватки средств речицкий клуб отказался от участия в сильнейшем дивизионе, а Валерий вместе с соотечественником Анатолием Кокшаровым переехал в финский клуб «ТП-47». Позже вернулся в Белоруссию, где играл за клубы низших дивизионов, в 2007 году выступал за литовский «Шяуляй».
В 2009 году по предложению Виталия Леденёва отправился в Армению в клуб «Арарат», а следующий год перешел в один из сильнейших кыргызских клубов «Абдыш-Ата». В 2011 играл в Таджикистане, а после подписал контракт с узбекским «Навбахорам», однако из-за медицинских проблем вынужден был быстро покинуть команду.
В 2012 году вернулся в Белоруссию. Отыграв год за речицкий «Ведрич-97», перешел в состав дебютанта Первой лиги клуб «Ислочь». В 2015 вместе с «Ислочью» победил в Первой лиге. По окончании сезона 2015 решил завершить карьеру и перейти на тренерскую работу, однако в итоге был заявлен на сезон 2016. 1 апреля 2016 года в 34-летнем возрасте дебютировал в белорусской Высшей лиге в матче против «Нафтана» (2:0), выйдя на замену в конце встречи, а 8 мая уже провел полный матч против «Минска» (1:0) на позиции центрального защитника. Позже сыграл за «Ислочь» ещё в нескольких матчах, где обычно действовал в обороне, но иногда был нападающим.

## Карьера тренера
В январе 2017 года завершил карьеру и полностью перешел на тренерскую работу. В сезоне 2017 года входил в тренерский штаб дубля, где был играющим тренером. В конце сезона также попал в основной состав, выйдя в одном матче на замену.
В январе 2018 года он стал помощником главного тренера основной команды Ислача, Виталия Жуковского. В январе 2020 года назначен главным тренером дублирующей команды.

## Достижения
- Чемпион Первой лиги Белоруссии: 2015